# لهمراده
لهمراده (به آلمانی: Lehmrade) یک شهر در آلمان است که در هرتسوگتوم لاونبورگ واقع شده‌است.
 لهمراده  ۴۵۸ نفر جمعیت دارد.